# Statue du Christ-Roi (Cali)
Pour les articles homonymes, voir Statue du Christ-Roi.
La statue du Christ-Roi (en espagnol : Monumento a Cristo Rey) est le nom donné à la grande statue du Christ dominant la ville de Cali en Colombie. Elle est érigée sur le cerro de Los Cristales, au sud-ouest de la ville.

## Caractéristiques
La statue du Christ-Roi mesure 21 m de hauteur sans compter un piédestal de 5 m. Son envergure est de 21 m et son poids de 464 tonnes. Sa structure est en béton armé. C'est la dixième plus grande statue du Christ dans le monde.

## Sculpteur
Le projet fut initié par le jésuite José María Arteaga qui proposa initialement la maquette de la statue au sculpteur colombien Gerardo Navia, en 1949, qui dut refuser le projet, celui-ci étant trop onéreux.
José María Arteaga confia la commande au sculpteur italien Alideo Tazzioli qui fit réaliser une autre maquette. La statue vit son achèvement en 1953 après quatre années de travaux.

## Inauguration de l'œuvre
La statue du Christ-Roi fut inaugurée le 25 octobre 1953 afin de célébrer les cinquante années de paix qui suivirent la Guerre des Mille Jours (1899-1902).   

## Pour approfondir